# Lago St. Clair
Il lago St. Clair è un lago che si trova sul confine tra la provincia canadese dell'Ontario, e lo stato americano del Michigan.

È situato a 10 km a nord-est di Detroit e Windsor in Ontario. Ha una superficie di circa 1.114 km² e fa parte del sistema dei Grandi Laghi, ma a causa delle sue dimensioni relativamente modeste raramente viene citato in questo sistema, anche se a tutti gli effetti ne fa parte. Il lago, insieme ai fiumi St. Clair e Detroit, fornisce il collegamento tra il lago Huron, a nord, e il lago Erie, a sud.
Il lago da nord a sud misura 42 chilometri, da est a ovest 37 chilometri. Si tratta di un lago molto superficiale con una profondità media di soli 3 m, e un punto di massima profondità fissata a 6,4 m, anche se è stato scavato un canale navigabile che tocca gli 8,2 m di profondità. Il lago è alimentato dal lago Huron a nord attraverso il fiume Saint Clair, che possiede il più ampio delta all'interno del sistema dei Grandi Laghi. I fiumi Thames e Sydenham sono altri immissari del lago sulle sponde dell'Ontario, mentre il Clinton lo è per la sponda del Michigan.

L'unico emissario del lago è il fiume Detroit, che si getta nel Lago Erie.
L'acqua in entrata nel lago impiega mediamente 7 giorni ad uscirne, ma questo lasso di tempo può variare dai 2 ai 30 giorni a seconda della direzione del vento.